# Никола Ексеров
Никола Русев Ексѐров е български журналист и състезател по водна топка.

## Биография
Роден е на 11 януари 1942 г. в София. Брат е на физикохимичката акад. Дочи Ексерова. Завършва журналистика в Софийския университет. От 1966 до 1971 г. работи като спортен редактор във вестник „Народна младеж“. През 1971 – 1992 г. е спортен коментатор в Българска телевизия. В 1992 г. работи като футболен редактор във вестник „Старт“, а от 1996 до 1999 г. е пресаташе на Българския футболен съюз.
Умира на 15 октомври 1999 г. в София.
В Българската телевизия коментира 425 футболни срещи от европейски и световни първенства и състезания от Олимпийски игри. През 1990 г. издава книгата „Благой Благоев“.